# Transcriptome

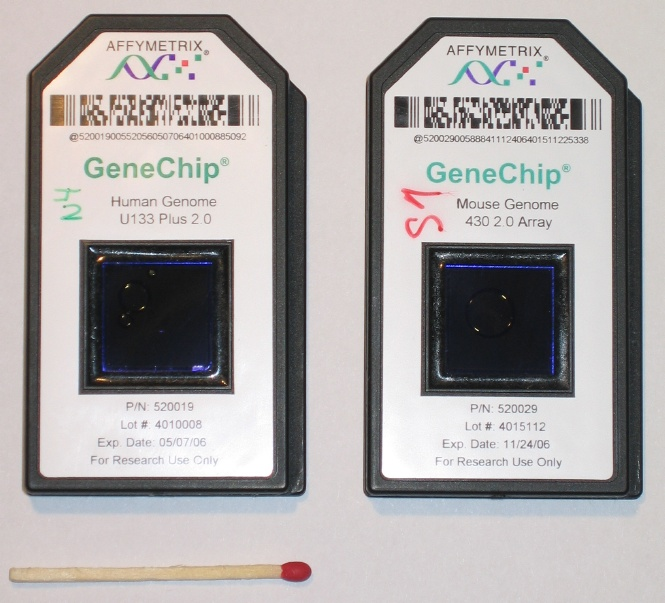
Puces à ADN employée pour analyser l'expression de gènes humains à gauche, de souris à droite.

Le transcriptome est l'ensemble des ARN issus de la transcription du génome. L'analyse transcriptomique peut caractériser le transcriptome d'un tissu particulier, d'un type cellulaire, ou comparer les transcriptomes entre différentes conditions expérimentales.

## Caractérisation du transcriptome
La caractérisation et la quantification du transcriptome dans un tissu donné et dans des conditions données permettent d'identifier les gènes actifs, de déterminer les mécanismes de régulation d'expression des gènes et de définir les réseaux d'expression des gènes (Réseaux de co-expression de gènes).

## Outils d'analyse
Les techniques couramment utilisées pour mesurer simultanément la concentration d'un grand nombre de types différents d'ARN messagers incluent les puces à ADN, le  CAGE(en), le SAGE et, plus récemment, le séquençage d'ARN à haut débit dit RNA-Seq.

## Après la mort
Dans les 48 h qui suivent la mort, une partie des gènes continuent à s'exprimer ou s'expriment à nouveau pour des gènes qui étaient inhibés depuis la fin de la vie fœtale. On parle alors de thanatotranscriptome ou dans le cas plus spécifique de l'apoptose de « thanatotranscriptome apoptotique »